# 留萌本線
留萌本線（るもいほんせん）は、北海道（空知管内）深川市の深川駅から雨竜郡沼田町の石狩沼田駅を結ぶ北海道旅客鉄道（JR北海道）の鉄道路線（地方交通線）である。

## 概要
日本海北部に面する天塩地方随一の良港として栄えた留萌港への石炭や木材、海産物等の輸送のため、北海道鉄道敷設法に規定する予定線として建設された路線である。1910年（明治43年）11月23日に深川駅 - 留萠駅（後の留萌駅）間が、1921年（大正10年）11月5日に留萠駅 - 増毛駅間が開業した。また改正鉄道敷設法の別表では、日本海沿いに札幌駅から終点の増毛駅までの路線の計画があった。
その後1927年（昭和2年）10月25日には留萠駅 - 大椴駅間、1928年（昭和3年）10月10日には大椴駅 - 鬼鹿駅間、1931年（昭和6年）8月15日には鬼鹿駅 - 古丹別駅間が留萠線として延伸開業したが、これらの区間は同年10月10日に留萠線から分離し羽幌線に編入された。なお、1927年（昭和2年）10月25日の羽幌線開業当初、羽幌線の列車は留萠駅を発車した後、深川方面の東留萠信号場まで1.3 km走行し、同信号場でスイッチバックして羽幌方面に北上していた。これを解消するため、1941年（昭和16年）12月9日に羽幌線の留萠駅 - 三泊駅間が新線に付け替えられ、留萠駅に羽幌線用の4・5番ホームを新設した。なお東留萠信号場 - 留萠駅間は留萠本線・羽幌線の重複区間だったが、新線敷設と共に解消され、東留萠信号場も廃止された。
開業以来、線名・駅名の表記は「留萠」、地名などは「留萌」だったが、1997年（平成9年）4月1日に留萠から留萌に変更している。
国鉄時代までは鉄道貨物輸送が盛んだったため多くの駅に交換設備が設置されていたが、貨物列車削減による閉塞合理化に伴い、1984年（昭和59年）2月1日に北一已駅と藤山駅で、1986年（昭和61年）11月1日に秩父別駅、恵比島駅、幌糠駅、大和田駅で、1994年（平成6年）12月に石狩沼田駅で交換設備がそれぞれ撤去された。2023年（令和5年）3月時点では峠下駅と留萌駅に交換設備が存在したが、同年4月1日の石狩沼田駅 - 留萌駅間廃止後は線内に交換設備が存在せず、全線1閉塞となっている。
2007年（平成19年）5月9日、秩父別駅で単行（1両編成）列車の乗客の積み残しが発生したが（年表の「#民営化後」節を参照）、車両の増結や交換設備復活による増発は行わなかった。2018年度には、函館本線で新たに設定された深川駅発岩見沢駅行き普通列車への接続を図るため、通勤・通学定期券利用者限定の代行バスを片道1本（石狩沼田駅前発→深川行き）運転し、増発の代わりとした。代行バスは当初は2018年12月25日までの運行予定であったが、翌年1月15日以降も引き続き運行されている。
2016年（平成28年）12月5日に留萌駅 - 増毛駅間、2023年（令和5年）4月1日に石狩沼田駅 - 留萌駅間がそれぞれ廃止され、この時点で留萌振興局管内から鉄道路線が消滅した。残る深川駅 - 石狩沼田駅間も2026年（令和8年）4月1日に廃止される予定となっている（後述）。
2023年（令和5年）4月1日の部分廃止以降の路線距離は14.4 kmとなり、「本線」を名乗るJR線としては最も短い路線となった。

## 歴史

### 民営化以前
- 1910年（明治43年）11月23日：官設鉄道留萠線として、深川駅 - 留萠駅間（31.1 M≒50.1 km）が開業[2][報道 1][報道 2]。同区間に筑紫駅・[8][9][4]、沼田駅[9]、恵比島駅[8][9][4]、峠下駅[8][9][4]、幌糠駅[8][9][4]、藤山駅[8][9][4]、大和田駅[8][9][4]、留萠駅[9]を新設。
- 1921年（大正10年）11月5日：留萠駅 - 増毛駅間（10.4 M≒16.7 km）が延伸開業[2][報道 3]。同区間に礼受駅[10][9][4]、舎熊駅[9][4]、増毛駅[9]を新設。
- 1924年（大正13年）4月25日：沼田駅が石狩沼田駅に改称[11]。
- 1926年（大正15年）7月1日：瀬越仮乗降場を新設[9][4]。
- 1927年（昭和2年）10月25日：留萠駅 - 東留萠信号場 - 大椴駅間 (19.6 km) が延伸開業（のちに羽幌線に編入）[3]。同区間に東留萠信号場、三泊駅[12]、小平駅[12]、大椴駅[12]を新設。東留萠信号場 - 留萠駅間 (1.3 km) が留萠本線・羽幌線の重複区間となる。
- 1928年（昭和3年）10月10日：大椴駅 - 鬼鹿駅間 (8.9 km) が延伸開業（のちに羽幌線に編入）[3]。同区間に鬼鹿駅を新設[12]。
- 1931年（昭和6年）
  - 8月15日：鬼鹿駅 - 古丹別駅間 (15.6 km) が延伸開業（のちに羽幌線に編入）[3][新聞 1]。同区間に力昼駅[12][新聞 1]、古丹別駅[12][新聞 1]を新設。
  - 10月10日：留萠駅 - 東留萠信号場 - 古丹別駅間 (44.1 km) が留萠線から分離され、羽幌線に改称[新聞 2]。深川駅 - 留萠駅 - 増毛駅間 (66.8 km) を留萠本線に改称[8][2][4]。
- 1941年（昭和16年）12月9日：羽幌線の新線付け替え[3]に伴い、留萠駅の構内配線を変更。東留萠信号場を廃止し、東留萠信号場 - 留萠駅間 (1.3 km) の重複区間が解消される。
- 1946年（昭和21年）3月14日：礼受駅 - 舎熊駅間の信砂川橋梁で、下り列車最後尾の客車が雪害により脱線して河川中に転落。死者17名、負傷者67名[13][報道 3]。
- 1949年（昭和24年）6月1日：日本国有鉄道法施行に伴い、日本国有鉄道（国鉄）に移管。
- 1954年（昭和29年）11月10日：筑紫駅が秩父別駅に改称[2][11][4]。
- 1955年（昭和30年）7月20日：北一己駅を新設[2][9][4]。
- 1956年（昭和31年）
  - 7月1日：北秩父別仮乗降場[4]、真布仮乗降場[4]を新設。
  - 11月19日：気動車による運行を開始[2]
- 1961年（昭和36年）
  - 1月15日：小樽駅・札幌駅 - 留萠駅 - 築別駅間（函館本線・留萠本線・羽幌線経由）の準急「るもい」が1往復運行開始（下りは小樽発、上りは札幌行き）[2][3][14][15]。
  - 10月1日：準急「るもい」が、往復とも小樽駅発着になる。
- 1962年（昭和37年）
  - 5月1日：札幌駅 - 留萠駅 - 幌延駅間（函館本線・留萠本線・羽幌線経由）の急行「はぼろ」が1往復運行開始[3][14][15]。また、準急「るもい」の運行区間を小樽駅 - 留萠駅 - 増毛駅間（函館本線・留萠本線経由）に変更し、羽幌線への乗り入れがなくなる[14]。
- 1963年（昭和38年）
  - 12月1日：東幌糠仮乗降場[4]、桜庭仮乗降場[16][4]、阿分仮乗降場[4]、信砂仮乗降場[4]、朱文別仮乗降場[4]、箸別仮乗降場[4]を新設。客貨混合列車を廃止し、客貨分離を達成[2]。全ての列車が気動車による運行となる[2]。
- 1963年（昭和38年）12月1日：準急「るもい」の運行区間を旭川駅 - 留萠駅 - 幌延駅間（函館本線・留萠本線・羽幌線経由）に変更し、2往復（下り2号と上り列車は幌延駅発着、下り1号は築別駅発着）とする。いずれも函館本線・留萠本線内（旭川駅 - 留萠駅間）のみ準急、羽幌線内（留萠駅 - 築別駅・幌延駅間）は普通列車として運行する[14][15]。札幌駅直通準急の名称を「かむい」に変更[14]。
- 1965年（昭和40年）10月1日：準急「かむい」の当線直通列車の名称が「ましけ」に変更[14][15]。
- 1966年（昭和41年）3月5日：準急行列車制度変更に伴い、「るもい」「ましけ」が急行列車に変更[14][15]。「るもい」は築別発着と幌延発着が1往復ずつの2往復体制となる。
- 1967年（昭和42年）10月1日：急行「るもい」のうち、下り1号を留萠止まりとし、羽幌線直通は下り2号と上り1・2号とする。
- 1968年（昭和43年）10月1日：急行「ましけ」の留萠駅 - 増毛駅間を普通列車化。また、下り列車始発駅を手稲駅に変更[14]。急行「るもい」の羽幌線直通が2往復に戻る。
- 1969年（昭和44年）10月1日：瀬越仮乗降場が瀬越臨時乗降場となる[4]。
- 1970年（昭和45年）10月1日：急行「ましけ」の上り終着駅を手稲駅に変更。
- 1971年（昭和46年）7月1日：急行「ましけ」の札幌駅→小樽駅間が快速列車化され、下り列車の始発駅が手稲駅から札幌駅に変更。
- 1972年（昭和47年）3月15日：急行「るもい」のうち、下り1号を再び留萠駅止まりに戻し、羽幌線直通は下り2号と上り1・2号となる。
- 1978年（昭和53年）10月2日：留萠駅 - 増毛駅間の貨物営業が廃止[2][報道 3]。
- 1980年（昭和55年）10月1日：急行「ましけ」が廃止[14][15][報道 3]。
- 1984年（昭和59年）2月1日：
  - 上り急行「るもい」が廃止。「るもい」は下り（旭川駅発留萠駅行き）のみの運転となり、羽幌線への乗り入れがなくなる[14]。
- 1986年（昭和61年）11月1日：急行「るもい」「はぼろ」の廃止[14][15][17]に伴い、優等列車の設定がなくなる。

### 民営化後
- 1987年（昭和62年）4月1日：国鉄分割民営化に伴い、北海道旅客鉄道（JR北海道）が第一種鉄道事業者として全線を承継。日本貨物鉄道（JR貨物）が深川駅 - 留萠駅間の第二種鉄道事業者となり、JR貨物の留萠駅（貨物駅）を新設。北秩父別仮乗降場が北秩父別駅[2][9][4]、真布仮乗降場が真布駅[2][9][4]、東幌糠仮乗降場が東幌糠駅[2][9][4]、桜庭仮乗降場が桜庭駅[4]、瀬越臨時乗降場が瀬越駅、阿分仮乗降場が阿分駅[2][9][4]、信砂仮乗降場が信砂駅[2][9][4]、朱文別仮乗降場が朱文別駅[2][9][4]、箸別仮乗降場が箸別駅[2][9][4]となる。
- 1989年（平成元年）7月23日：（臨）浜中海水浴場駅を開設[4]。おおむね7月下旬から8月上旬までの期間限定で営業。
- 1990年（平成2年）
  - 3月10日：北秩父別駅・真布駅、東幌糠駅、桜庭駅、瀬越駅、阿分駅、信砂駅、朱文別駅、箸別駅に営業キロを設定。快速「るもい」が下り旭川駅 - 増毛駅間、上り留萠駅 - 深川駅間に1往復で運転開始[14]。
  - 10月1日：桜庭駅を廃止[16][4]
- 1991年（平成3年）3月16日：全列車ワンマン運転化[18]。
- 1993年（平成5年）2月：信砂駅を増毛方に42 m 移設[19][出典無効]。
- 1995年（平成7年）
  - 4月1日：快速「るもい」が廃止[14]。
  - 8月8日：浜中海水浴場駅を廃止[4]。
- 1997年（平成9年）
  - 3月：深川駅 - 峠下駅間がタブレット閉塞式から特殊自動閉塞式に変更。
  - 4月1日：路線名を留萌本線に改称[2][4]。留萠駅の漢字表記を留萌駅に変更[新聞 3]。北一己（きたいちゃん）駅が北一已（きたいちやん）駅に変更[注釈 3][2][11][新聞 3]。
- 1998年（平成10年）
  - 3月：峠下駅 - 留萌駅間がタブレット閉塞式から特殊自動閉塞式に変更。
- 1999年（平成11年）4月1日：JR貨物が深川駅 - 留萌駅間の第二種鉄道事業を廃止[20]。JR貨物の留萌駅を廃止。
- 2005年（平成17年）3月22日：箸別駅 - 増毛駅間で、線路脇の斜面で発生した雪崩に列車が乗り上げ脱線する事故が発生、死傷者なし[報道 10]。
- 2006年（平成18年）3月18日：東幌糠駅を廃止[4][報道 11]。
- 2007年（平成19年）
  - 5月9日：秩父別駅で通学の高校生ら26名が満員状態の列車に乗車できず、タクシーで代行輸送された（詳細は「秩父別駅#その他」参照）[新聞 4]。
  - 10月1日：深川駅に駅番号を設定[報道 12]。
- 2010年（平成22年）
  - 8月22日：深川駅 - 留萌駅間の開業100周年を記念して、深川駅 - 増毛駅間に団体臨時列車「留萌本線開業100周年記念号」を運行。使用車両は14系客車による3両編成[報道 13]。
  - 11月3日：深川駅 - 留萌駅間の開業100周年を記念して、深川駅 - 増毛駅間に団体臨時列車「お座敷特急・留萌本線100年号」を運行。使用車両はキハ183系6000番台による3両編成[報道 2]。
- 2012年（平成24年）3月7日：箸別駅 - 増毛駅間で、線路脇の斜面から崩れ落ちた雪と土砂に列車が乗り上げ脱線する事故が発生、死傷者なし[報道 14][報道 15][報道 16]。
- 2013年（平成25年）1月3日：記録的な大雪により全面運休。深川駅 - 留萌駅間は8日に復旧。留萌駅 - 増毛駅間は17日に復旧。雪による運休としては異例の15日間に及ぶ運休となった[新聞 5]。
- 2014年（平成26年）3月12日：留萌駅 - 増毛駅間の9駅に海抜表示板を設置[報道 17]。
- 2015年（平成27年）
  - 2月23日：この日以降、留萌駅 - 増毛駅間で、雪崩及び斜面崩壊の危険があることから終日運転見合わせ[新聞 6]。この時点では代行輸送は行われなかった[新聞 7]。
  - 3月25日：2月23日からの留萌駅 - 増毛駅間の運転見合わせが長期化したため、並行道路の路線バスが運行されていない時間帯に下り1本・上り2本のタクシー代行を開始[報道 18][新聞 6]。
  - 4月29日：留萌駅 - 増毛駅間が運転再開[報道 19][新聞 8]。
  - 8月10日：留萌駅 - 増毛駅間を2016年（平成28年）度までに廃止することを留萌市長と増毛町長に正式に伝達[報道 3][新聞 9]。
- 2016年（平成28年）
  - 2月12日：留萌駅 - 増毛駅間が気温上昇により雪崩の恐れがあるため、同日の始発列車から当面の間終日運休[報道 20]。並行道路の路線バスが運行されていない時間帯に下り1本・上り2本のバス・タクシー代行を実施[報道 21]。
  - 2月28日：留萌駅 - 増毛駅間の代行バス・タクシーの時刻・乗降場所を一部変更[報道 22]。
  - 4月28日：留萌駅 - 増毛駅間が運転再開[報道 23]。JR北海道が国土交通大臣宛てに留萌駅 - 増毛駅間の鉄道事業廃止届を提出[報道 24][報道 25][新聞 10]。
  - 6月28日：6月9日に行った北海道運輸局による聴取の結果、留萌駅 - 増毛駅間の廃止予定日繰り上げが認められた[報道 26]ことから、JR北海道が留萌駅 - 増毛駅間の廃止予定日繰上げの届け出を国土交通省に提出[報道 6][報道 7]。
  - 11月3日 - 12月4日：旭川駅 - 増毛駅間と留萌駅 - 増毛駅間にそれぞれ1往復ずつ臨時列車を運転。11月3日 - 11月20日は2両編成で土曜・日曜・祝日運転、11月23日 - 12月4日は3両編成で毎日運転。停車駅は旭川駅・深川駅・留萌駅・増毛駅のみ[報道 27][新聞 11][新聞 12]。
  - 11月18日：JR北海道が『「当社単独では維持することが困難な線区」について』を公表し、留萌本線を「輸送密度200人未満（片道100人未満）の線区」に分類[報道 28]。
  - 12月5日：留萌駅 - 増毛駅間 (16.7 km) の運輸営業を廃止[報道 6][報道 7]。同区間の瀬越駅、礼受駅、阿分駅、信砂駅、舎熊駅、朱文別駅、箸別駅、増毛駅が廃止。
- 2018年（平成30年）2016年12月時点（留萌駅 - 増毛駅間廃止時）の留萌本線

2016年12月時点（留萌駅 - 増毛駅間廃止時）の留萌本線

  - 6月17日：JR北海道が『JR北海道グループの「経営再生の見通し」(案)』を発表。深川駅 - 留萌駅間（全線）を2020年度を目処に廃止する方針を示す[21][報道 29]。
  - 7月27日：国土交通大臣からJR北海道に『事業の適切かつ健全な運営に関する監督命令』が下され、鉄道よりも他の交通手段が適しており、利便性・効率性の向上も期待できる線区において、地域の足となる新たなサービスへの転換を進める。」ことなどが命じられる[22]。
- 2021年（令和3年）3月13日：ダイヤ改正に伴い、利用の少ない列車3本を減便[23]。
- 2022年（令和4年）
  - 1月14日 - 1月22日：大雪のため全線で運休[24][25]。1月19日時点で、深川駅 - 石狩沼田駅間で平日のみ代行バス1往復を運行[26]。
  - 7月21日：JR北海道が沿線4市町に対して石狩沼田駅 - 留萌駅間を2023年3月末に、深川駅 - 石狩沼田駅間を2026年3月末に廃線にする案を示す[新聞 13]。
  - 8月30日：JR北海道と沿線4市町が石狩沼田駅 - 留萌駅間を2023年3月末に、深川駅 - 石狩沼田駅間を2026年3月末に廃止することで合意[新聞 14]。
  - 9月9日：JR北海道が国土交通大臣宛てに石狩沼田駅 - 留萌駅間の鉄道事業廃止届を提出[報道 30][報道 31]。
  - 12月1日：国土交通省北海道運輸局がJR北海道や地方自治体に対して、石狩沼田駅 - 留萌駅間の鉄道事業廃止日の2023年4月1日への繰り上げを認めると通知[報道 32]。
  - 12月9日：JR北海道が石狩沼田駅 - 留萌駅間の廃止予定日繰上げの届け出を提出[報道 8][報道 33]。
- 2023年（令和5年）
  - 3月31日：留萌駅および恵比島駅にてラストランを記念したセレモニーが行われる[報道 34]。
  - 4月1日：石狩沼田駅 - 留萌駅間 (35.7 km) の運輸営業を廃止[報道 8][報道 33]。
- 2025年（令和7年）3月28日：JR北海道が国土交通大臣宛てに深川駅 - 石狩沼田駅間の鉄道事業廃止届を提出[報道 9][報道 35]。
- 2026年（令和8年）4月1日：深川駅 - 石狩沼田駅間（14.4 km）の運輸営業を廃止（予定）[報道 9][報道 35]。

## 存廃問題

### 留萌駅 - 増毛駅間
「増毛線」とも呼ばれていたこの区間は、2015年（平成27年）6月26日、JR北海道が発生させた一連の事故・不祥事を受け設置されたJR北海道再生推進会議が「経営安定基金運用益が会社発足時の半分以下になり、収支を合わせるため無理な経費節減を行ったことが安全を低下させる一因となった」「全方位に対してよい顔をする経営と決別しなくてはならない」「鉄道だけで交通手段の確保を論じるのではなくバスなどの交通機関と連携して総合交通体系の一翼を担う必要がある」との認識を示す『JR北海道再生のための提言書』を島田修社長に提出した。なお北海道知事の高橋はるみはJR北海道再生推進会議のメンバーの一人である。
翌6月27日、JR北海道幹部が留萌本線沿線自治体と非公式に接触し、留萌本線の全線廃止を打診していたことが『北海道新聞』などにより報道された。JR北海道は特に利用客の少ない留萌駅 - 増毛駅間を、2018年度（平成30年度）までに廃止したい意向を示しており、秩父別町の神薮武町長や増毛町の堀雅志町長は廃止を容認、沼田町の金平嘉則町長は存続を求めていた。
2015年（平成27年）8月10日、JR北海道は留萌市および増毛町に、特に利用者が少ない留萌駅 - 増毛駅間16.7 kmを2016年度（平成28年度）中に廃止することを留萌市長と増毛町長に伝達した。また、JR北海道はホームページで同区間の鉄道事業廃止についてのプレスリリース内で留萌駅 - 増毛駅間の輸送密度と収支を公表。1987年（昭和62年）の480人/日から、2014年（平成26年）には39人/日に大幅に利用客が減少していることや、700万円の収入に対し、年間1億6,000万円の赤字が出ていることなどを挙げている。
2015年（平成27年）8月11日、留萌市議会が留萌線検討対策会議を設置した。
2015年（平成27年）9月7日、留萌市議の鵜城雪子が留萌市議会本会議で留萌増毛間路線廃止を市が受け入れた経緯について高橋定敏市長に質疑。高橋は「ある意味ではやむを得ないと判断した」と答弁した。
2015年（平成27年）11月7日、JR北海道再生推進会議による「JR北海道再生のための提言書」発表を受け、北海道知事が学者3名（公共政策、公共交通学、会計学）、交通事業者4名（鉄道1、非鉄道3）、首長4名（中核都市1、路線廃止町2、廃止想定路線町1）を構成員とする地域公共交通検討会議を設置した。
2015年（平成27年）12月9日、留萌市議会留萌線検討対策会議が市長に「留萌本線の存続に向けてスピード感を持って力強く取り組む」ことを内容とする要望書を提出。同日、同会議が「安心して住み続けられる地域の公共交通としての鉄道交通網の確立を求める」ことを内容とする要望者を、JR北海道常務山口力に提出した。
2016年（平成28年）2月17日、会計検査院は「経営安定基金運用収益への依存度が高いJR北海道及びJR四国では、景気の後退等の外部的な要因の影響を受けている状況が見受けられた」と指摘した上で、「輸送密度が低迷している線区等の経営状況を提示できるように整理しておくこと」「多額な経営安定基金資産の時価評価差額については、修繕や設備投資を計画的に行うための財源とする」など、廃止路線議論環境の整備と基金取り崩しを財源とする設備投資を求める「北海道、四国、九州各旅客鉄道株式会社の経営状況等についての報告書（会計検査院法第30条の2に基づく国会及び内閣への随時報告）を公表した。
2016年（平成28年） 4月8日、JR北海道は留萌駅 - 増毛駅間の最終運行日を「2016年12月4日」とする意向を増毛町に提案し、増毛町は「生徒はすべてバス通学となり、まちの過疎化で利用者は激減し、鉄道は地域の足としての機能を失った」「観光には大きな痛手だが受けざるを得ない」としてそれを受け入れた。同月18日には留萌市も「極度に利用の少ない路線で安全性を保つのは厳しい」として廃止に同意した。同月28日、JR北海道は留萌駅 - 増毛駅間の鉄道事業廃止届を国土交通省に提出した。この届け出では、廃止予定日は届出書提出日の1年後に当たる「2017年4月29日」とされたが、同年6月9日に行った北海道運輸局による聴取の結果、廃止予定日の繰り上げが認められたため、同年6月28日に改めて廃止予定日繰上げの届け出が行われ、予定通り2016年（平成28年） 12月4日が最終運行日となり、翌5日が廃止日となることが決定した。
留萌駅 - 増毛駅間の廃止に向けて、2016年（平成28年）6月10日からは留萌駅 - 増毛駅間の記念入場券（硬券）と記念乗車券（常備券）が深川駅・留萌駅で発売されたほか、同年11月3日 - 11月20日の土曜・日曜・祝日（2両編成）と11月23日 - 12月4日の毎日（3両編成）、旭川駅 - 増毛駅間と留萌駅 - 増毛駅間にそれぞれ1往復ずつ臨時列車が設定された（停車駅は旭川駅、深川駅、留萌駅、増毛駅）。
留萌駅 - 増毛駅間の廃止方針が打ち出される直前の2015年（平成27年）10月から、同区間の無人駅で「駅名標広告」や「きっぷ運賃表」複数が盗まれるなどの被害が発生。さらに2016年（平成28年）5月17日には留萌駅構内に停車中の回送列車から運賃表示を行う系統設定器、車内放送を記録している音声合成装置、それを流すための自動放送装置操作盤が盗まれた。これを受けて、留萌警察署は同年11月11日から同署の管轄区域である峠下駅 - 留萌駅 - 増毛駅間の各駅に啓発ポスターを設置した。
廃線後、増毛駅舎などが増毛町に無償譲渡され、旧増毛駅は観光施設として活用されている。それ以外の区間では駅舎やプラットホームの撤去などが進められた。また、留萌駅から信砂川（ノブシャ川）橋りょう（増毛町）までの区間は2021年度（令和3年度）中に留萌市へ無償譲渡された。JR北海道及びJR貨物が施設の撤去費用相当額を負担し、瀬越駅舎や礼受駅舎などの設備が撤去された。なお、廃止区間にあるトンネル内において、2019年（令和元年）にJR北海道が点検用ドローンを飛ばす実験を行ったことがある。

### 深川駅 - 石狩沼田駅 - 留萌駅間
JR北海道が2018年に出した試算によれば、深川駅 - 留萌駅間を存続させる場合、沿線4市町の負担額は年間約9億円に上るとされたほか、深川駅 - 石狩沼田駅間を存続させる場合でも年間約3億円の損失が見込まれている。
深川駅 - 留萌駅間について留萌市は2016年（平成28年）4月18日時点で「（存続する）留萌 - 深川間の沿線自治体と意見交換し、JRの利用頻度を高めたい」とし、存続に向け努力する考えを強調していたが、半年後の2016年（平成28年）10月25日にJR北海道が廃止およびバス転換を検討していることが『北海道新聞』にて報道された。これについてはJR北海道が同年11月16日の記者会見で正式に認めた。
2016年7月29日、JR北海道が駅廃止や列車見直しによる経費節減、運賃値上げによる応分負担、上下分離方式の導入などを検討内容とする『「持続可能な交通体系のあり方」について』を公表し、地方路線の整理廃止を加速させる意向を表明した。
同日、北海道知事高橋はるみはJR北海道の記者会見を受け「見込まれる巨額の経常赤字を線区の見直しだけで解消しようとすれば、本道の公共交通ネットワークにあまりにも大きな影響を及ぼす」「自助努力のみで経営の再生を図っていくことは困難で、国に対し早急に必要な要請を行うとともに、地域公共交通検討会議において本道の交通ネットワークのあり方について検討を加速する」などとコメントしたが、路線名を示す形で「路線廃止に反対」の言葉を発することは無かった。
2016年8月2日、民進党北海道総支部連合会は「民進党北海道JR北海道路線維持対策本部」（本部長荒井聰）を8月3日に設置することを決定。同日、道議会民進党は「道議会民進党JR北海道路線維持対策プロジェクトチーム（三津丈夫座長）」を設置した。
2016年9月21日、留萌市議会が「税制特例措置の適用延長は必須」との意見を付した『JR北海道・JR四国・JR貨物に係る税制特例の恒久化等を求める意見書』を可決。
2016年10月24日、民進党北海道の「JR北海道路線維持対策本部」が、JR北海道・北海道運輸局・北海道に対し要請行動を実施し、要請書を手渡した。
2016年10月28日、北海道知事が定例記者会見で地域公共交通検討会議の下に鉄道ネットワークワーキングチーム (WT) を設置すると発表。知事がJR北海道に対して「一連の報道で地域に不安が広がっていることは大変遺憾、地域の不信を招かないよう慎重に対応していただきたい」との申し入れを行ったと説明した。しかし「JR北海道の事業範囲の見直しということについては、そういうこともあり得るかなという思いもある」とも発言し、路線廃止に一定の理解を示した。また知事は、「ワーキングチームは個別の路線の話などにまで踏み込んだものを想定しているのか」との日本経済新聞記者の質問に、知事は「性格上難しいと思う」と述べ、鉄道ネットワークワーキングチームが路線名を示して路線廃止反対を求めることは困難との認識を示した。
2016年11月18日、JR北海道は『当社では維持することが困難な線区について』など路線廃止関連文書を発表、深川 - 留萌間は「極端にご利用が少ない線区」との認識を示した。
同日、高橋はるみ知事はJR北海道の記者会見を受け「バス等への転換を前提として相談を行う考えが示された3線区については、これまで沿線自治体の方々から寄せられているご意見などを十分踏まえながら、慎重かつ真摯な対話を行うことが不可欠です」とコメントし、留萌本線廃止容認に含みをもたせる認識を示した。
2019年11月26日、留萌市が、国や北海道からの助成がなければ、深川駅 - 留萌駅間を存続させるのは難しいとの認識を示した。また、同区間を存続させる場合、留萌市の負担額が年間6億円が見込まれるとの試算を示した。
2020年8月18日、沿線4市町が沼田町 - 留萌市間の廃止・バス転換を行うことを容認し、通学などの利用が多い深川市 - 沼田町間は存続を目指すことを決めた。これに対してJR北海道は、「全線廃止が最適な公共交通のまちづくりの姿」と述べ、部分存続に対して慎重な姿勢を示した。その後、同年10月2日にも沿線4市町による会議が開かれ、JR北海道が、深川駅 - 石狩沼田駅間を存続させる場合、前述した年間約3億円の損失のほか、折り返し設備の整備費として約4000万円が見込まれるとした。また、この会議では、沼田町が留萌駅寄りの恵比島駅まで存続したい意向を示した。なお、2021年2月14日付『北海道新聞』では、一部区間を存続させる場合の沿線自治体の負担額として、深川駅 - 石狩沼田駅間は年間3億4500万円、深川駅 - 恵比島駅間は年間3億8800万円であるほか、それらに加えてどちらの区間においても初期費用として4000万円が見込まれると報道している。
住民側では任意団体「留萌線まだ乗り隊?」を2020年に結成し、存廃について問うアンケート調査などの活動を行った。
2021年2月2日、JR北海道と沿線4町が、秩父別町で会議を開催し、JR北海道は沿線4市町に対して、深川市 - 沼田町間の部分存続については難しいとの意向を正式に通達した。またこの会議の後、留萌市が存続協議から一時的に離脱する事態となった（後に復帰）。
2022年7月21日にJR北海道は、石狩沼田駅 - 留萌駅間を2023年3月末で廃止し、深川駅 - 石狩沼田駅間をその後地元負担なしで3年間存続させた上で、2026年3月末に廃止する案を沿線4市町に提案。同年8月30日に沿線4市町がこの案を受け入れることで合意し、2段階での廃止が事実上決定した。
廃止合意後の2022年9月9日、JR北海道が国土交通大臣宛てに石狩沼田駅 - 留萌駅間の鉄道事業廃止届を提出した。この届け出では、石狩沼田駅 - 留萌駅間の廃止予定日は届出書提出日の1年後に当たる「2023年9月30日」とされていたが、北海道運輸局の聴取が同年11月11日に行われ、意見聴取後の同年12月1日に繰り上げが認められたため、同年12月9日に廃止日を合意通り「2023年4月1日」へ繰り上げる届け出が行われた。最終運行日の2023年3月31日は全列車4両編成で運行、恵比島駅・留萌駅ではお別れセレモニーが開催され、翌日石狩沼田駅 - 留萌駅間は廃止となった。廃止後、留萌駅の周辺は再開発が行なわれる予定となっている。
2025年3月28日、JR北海道は2022年の沿線自治体との合意に基づき、国土交通大臣宛てに深川駅 - 石狩沼田駅間の鉄道事業廃止届を提出した。

## 運行形態
定期列車は全列車が全線を通して運転される普通列車で、ワンマン運転を行っている。2021年3月のダイヤ改正で7往復の運転となり、2023年4月1日の石狩沼田 - 留萌間の区間廃止後も運行本数が維持されている。全列車が普通列車であるが、下り始発は途中駅無停車であるほか、多くの列車が北秩父別駅を通過する。現存区間の途中（終点の石狩沼田駅を含む）には行き違い設備のある駅がなくなったため、1列車しか入線できなくなっている。また、石狩沼田発21時の深川行き最終列車は終点到着後旭川運転所まで回送される。
停車駅
- 凡例…●：停車駅、→・─：通過駅

| 運行 本数 | 運行 本数 | 深川駅 | 北一已駅 | 秩父別駅 | 北秩父別駅 | 石狩沼田駅 | 備考                |
| 下り      | 上り      | 深川駅 | 北一已駅 | 秩父別駅 | 北秩父別駅 | 石狩沼田駅 | 備考                |
| --------- | --------- | ------ | -------- | -------- | ---------- | ---------- | ------------------- |
| 1         | -         | ●      | →        | →        | →          | ●          |                     |
| 2         | 4         | ●      | ●        | ●        | ●          | ●          | 上り1本は旭川駅終着 |
| 4         | 3         | ●      | ●        | ●        | ─          | ●          | 下り1本は旭川駅始発 |

### 快速「るもい」
1990年（平成2年）3月10日から、快速「るもい」が下り旭川駅 - 増毛駅間、上り留萠駅（後の留萌駅）- 深川駅間に各1本ずつ運転されていたが、1995年（平成7年）4月1日に廃止された。深川駅 - 留萠駅間の途中停車駅は秩父別駅・石狩沼田駅・峠下駅であった。

### SLすずらん号
1998年（平成10年）12月11日から18日、NHKの連続テレビ小説『すずらん』の撮影が、真岡鐵道から蒸気機関車C12 66を借り入れて行われた。これを機に、JR北海道においてもC11 171が動態復元され、これを使用した「SLすずらん号」が1999年（平成11年）5月から本路線で不定期運行されていた。2000年（平成12年）からはC11 207が動態復元されて運用に加わり、C11 171とC11 207による重連運転も実施された。
運行にあたっては空知・留萌の2支庁にまたがる沿線自治体を中心に「空知・留萌SL運行推進協議会」（2002年（平成14年）度からは「北空知・南留萌広域観光連絡協議会」）を設立し、JR北海道と地元との協力体制を確立した。2002年（平成14年）度からは運行区間が深川駅 - 留萌駅間から深川駅 - 増毛駅間に延長されたが、2003年（平成15年）度からは沿線自治体のお祭り等にあわせたイベント的な運行となり、運行日が大幅に絞り込まれた。しかし、乗車人員が年々減少していたことから、2006年（平成18年）9月10日を最後に運行終了となった。
「SLすずらん号」は1日1往復、全車指定席の快速列車として運転していた。留萌駅 - 増毛駅間は全車自由席だった。指定席券は800円と、他のJRの蒸気機関車牽引列車（SL列車）と同様、通常の快速列車・急行列車の指定席券よりも高く設定されていた。

#### 停車駅
深川駅 - 秩父別駅 - 石狩沼田駅 - 恵比島駅 - 留萌駅 - 増毛駅
秩父別駅は2000年（平成12年）は下り列車（深川発留萌行き）のみ停車だった。また、石狩沼田駅は2002年（平成14年）から停車駅に追加された。
上り増毛発深川行き列車は、留萌駅まで運転して一旦打ち切り、その後2時間ほどしてから留萌駅から深川駅まで運転されていた。これは留萌駅 - 増毛駅間が単線の1閉塞のため、増毛駅に到着後すぐに列車を折り返さないと次の列車を増毛方面に運転できないからである。

#### 沿革
- 1999年（平成11年）5月1日 - 11月11日：深川駅 - 留萌駅間で「SLすずらん号」1往復運行（計98日間）[報道 45][報道 47]。
- 2000年（平成12年）4月29日 - 9月10日：深川駅 - 留萌駅間で「SLすずらん号」1往復運行（計72日間）。同年からC11 207が運用に加わる[報道 45][報道 47]。
- 2001年（平成13年）6月16日 - 9月2日：深川駅 - 留萌駅間で「SLすずらん号」1往復運行（計45日間）[報道 47]。運行初日は沼田町で「全国SLサミット」が開催されるのに合わせ、C11 171とC11 207の重連運転を実施した[報道 46]。また、7月から8月にかけては車両運用の都合でC11 171の運用をC11 207が代走した[報道 51]。
- 2002年（平成14年）7月20日 - 8月25日：深川駅 - 増毛駅間で「SLすずらん号」1往復運行（計27日間）。同年から新たに石狩沼田駅にも停車するようになった[報道 48][報道 47]。
- 2003年（平成15年）5月24日・25日、6月14日・15日、9月13日 - 15日：深川駅 - 増毛駅間で「SLすずらん号」1往復運行（計7日間）[報道 52][報道 49][報道 47]。
- 2004年（平成16年）5月29日・30日、6月19日・20日、9月4日・5日・11日・12日：深川駅 - 増毛駅間で「SLすずらん号」1往復運行（計8日間）[報道 53][報道 54][報道 47]。
- 2005年（平成17年）5月28日・29日、6月25日・26日、8月27日・28日、9月10日・11日：深川駅 - 増毛駅間で「SLすずらん号」1往復運行（計8日間）[報道 55][報道 56][報道 57][報道 47]。
- 2006年（平成18年）5月27日・28日、6月24日・25日、9月9日・10日：深川駅 - 増毛駅間で「SLすずらん号」1往復運行（計6日間）。この年を最後に「SLすずらん号」運行終了[報道 58][報道 59][報道 60][報道 47]。

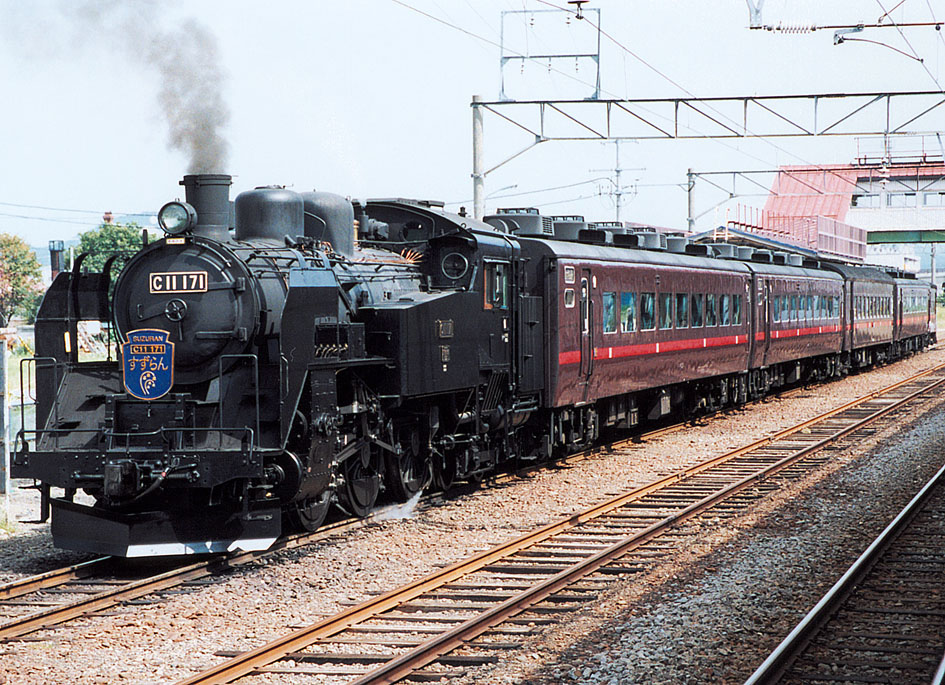
C11 171牽引による「SLすずらん号」（深川駅、2002年）

### 増毛ノロッコ号
トロッコ列車「ノロッコ号」の一つとして、毎年4月末から5月にかけて、土曜・日曜・祝日（ゴールデンウィーク含む）を中心に運行されている。2001年（平成13年）から「増毛GWノロッコ号」（ましけゴールデンウィークノロッコごう）として運行を開始し、2007年（平成19年）の運行から「増毛ノロッコ号」に改称された。
ゴールデンウィーク中の運行は2014年（平成26年）をもって終了し、2015年（平成27年）は5月16日・17日に運行され、2016年（平成28年）は5月7日・8日に臨時運行されることとなった（自由席3両と団体専用1両）。同年12月5日に留萌駅 - 増毛駅間が廃止となるため、『交通新聞』ではこれが最後の運行となりそうだと報じた。

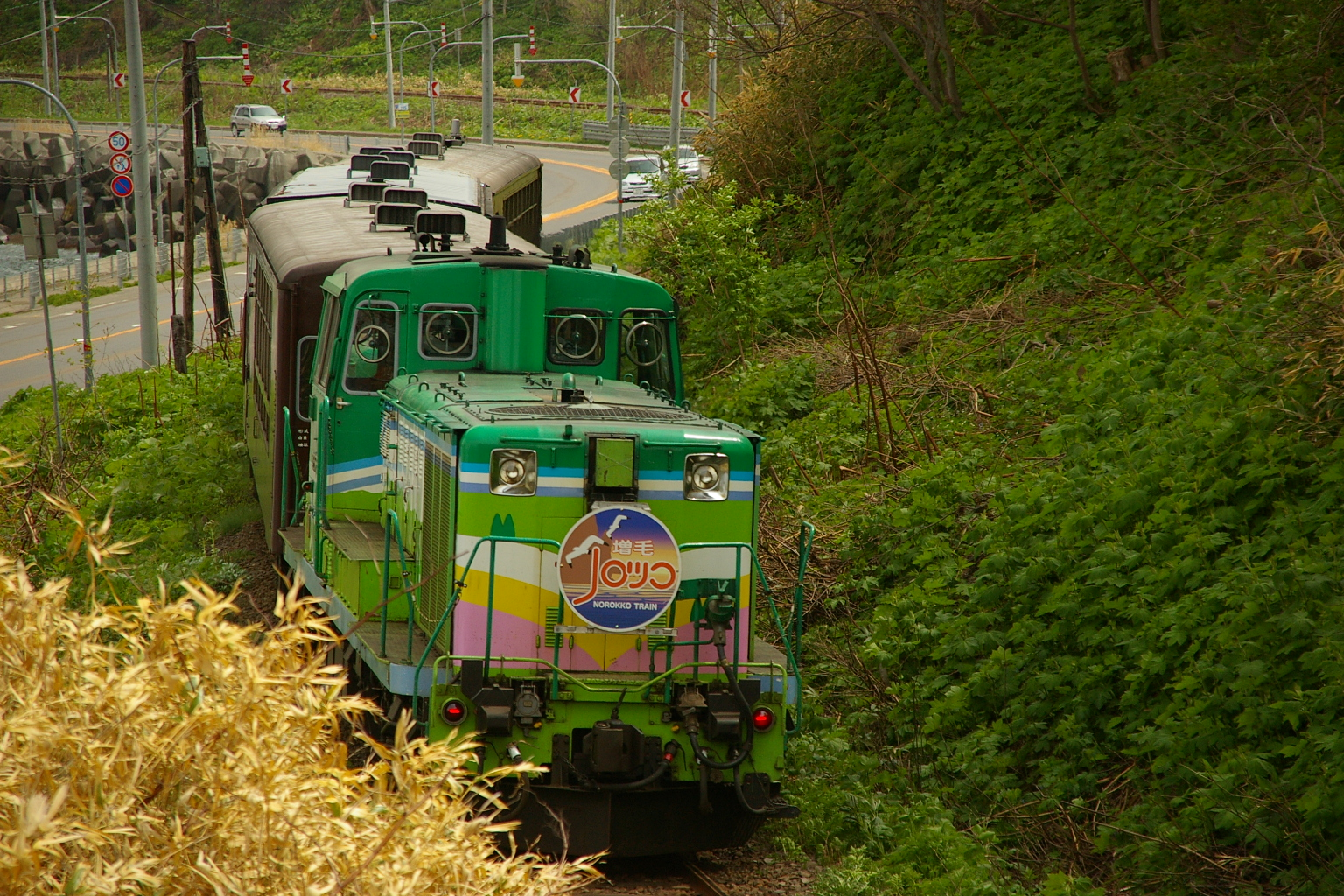
増毛ノロッコ号

運行区間は1往復（1・4号）が旭川駅 - 増毛駅間、1往復（2・3号）が留萌駅 - 増毛駅間である。運行開始当初は車内にバーベキュー調理設備を設けた「バーベキューカー」を2号車に1両連結した3両編成だったが、2014年（平成26年）度は「バーベキューカー」を2両連結した4両編成で運行された。
車両は「富良野・美瑛ノロッコ号」用の510系客車と「バーベキューカー」のナハ29000形客車が使用される。「バーベキューカー」は一般団体客専用、それ以外は全席自由席となる。

#### 停車駅
旭川駅 - 深川駅 - 秩父別駅 - 石狩沼田駅 - 恵比島駅 - 留萌駅 - 増毛駅

#### 沿革
- 2001年（平成13年）：深川駅・留萌駅 - 増毛駅間に「増毛GWノロッコ号」2往復（1 - 4号）を運行[報道 61]。
- 2002年（平成14年）4月27日 - 5月6日：旭川駅・留萌駅 - 増毛駅間に「増毛GWノロッコ号」2往復（1 - 4号）を運行。同年から深川駅 - 増毛駅間の1・4号を旭川駅 - 増毛駅間に延長[報道 46]。
- 2003年（平成15年）4月26日 - 5月5日：旭川駅・留萌駅 - 増毛駅間に「増毛GWノロッコ号」2往復（1 - 4号）を運行[報道 52]。
- 2004年（平成16年）5月1日 - 5月5日：旭川駅・留萌駅 - 増毛駅間に「増毛GWノロッコ号」2往復（1 - 4号）を運行[報道 53]。
- 2005年（平成17年）4月29日 - 5月5日：旭川駅・留萌駅 - 増毛駅間に「増毛GWノロッコ号」2往復（1 - 4号）を運行[報道 55]。
- 2006年（平成18年）5月3日 - 7日：旭川駅・留萌駅 - 増毛駅間に「増毛GWノロッコ号」2往復（1 - 4号）を運行[報道 58][報道 59]。
- 2007年（平成19年）4月28日 - 5月13日：旭川駅・留萌駅 - 増毛駅間に「増毛ノロッコ号」2往復（1 - 4号）を運行[報道 62][報道 63]。
- 2008年（平成20年）5月3日 - 11日：旭川駅・留萌駅 - 増毛駅間に「増毛ノロッコ号」2往復（1 - 4号）を運行[報道 70]。
- 2009年（平成21年）5月2日 - 10日：旭川駅・留萌駅 - 増毛駅間に「増毛ノロッコ号」2往復（1 - 4号）を運行[報道 71]。
- 2010年（平成22年）5月1日 - 9日：旭川駅・留萌駅 - 増毛駅間に「増毛ノロッコ号」2往復（1 - 4号）を運行[報道 72]。
- 2011年（平成23年）4月29日 - 5月8日：旭川駅・留萌駅 - 増毛駅間に「増毛ノロッコ号」2往復（1 - 4号）を運行[報道 73]。
- 2012年（平成23年）4月28日 - 5月6日：旭川駅・留萌駅 - 増毛駅間に「増毛ノロッコ号」2往復（1 - 4号）を運行[報道 74]。
- 2013年（平成25年）4月27日 - 5月6日：旭川駅・留萌駅 - 増毛駅間に「増毛ノロッコ号」2往復（1 - 4号）を運行[報道 75]。
- 2014年（平成26年）4月26日 - 5月6日：旭川駅・留萌駅 - 増毛駅間に「増毛ノロッコ号」2往復（1 - 4号）を運行。この年は2・3号車に「バーベキューカー」を連結した4両編成で運行された[報道 64]。
- 2015年（平成27年）5月16日 - 17日：旭川駅・留萌駅 - 増毛駅間に「増毛ノロッコ号」2往復（1 - 4号）を運行[報道 67][報道 68]。
- 2016年（平成28年）5月7日 - 8日：旭川駅・留萌駅 - 増毛駅間に「増毛ノロッコ号」2往復（1 - 4号）を運行[報道 69][新聞 43]。

### 留萌本線優等列車
留萠駅・増毛駅発着や羽幌線直通の優等列車が運行されていたが、JR北海道発足以前に全て廃止された。

#### るもい
「るもい」は小樽駅・札幌駅 - 留萌駅 - 築別駅間（函館本線・留萠本線・羽幌線経由）の準急列車として、1961年（昭和36年）1月15日に1往復で運行を開始した（下りは小樽発、上りは札幌行き）。同年10月1日には往復とも小樽発着になるが、1962年（昭和37年）5月1日には運行区間が小樽駅 - 留萠駅 - 増毛駅間（函館本線・留萠本線経由）に変更され、いったん羽幌線への乗り入れがなくなった。
1963年（昭和38年）12月1日には運行区間が旭川駅 - 留萠駅 - 築別駅・幌延駅間（函館本線・留萠本線・羽幌線経由）に変更され、2往復体制（下り2号と上り列車は幌延発着、下り1号は築別発着）での運行となった。羽幌線内への乗り入れが復活したが、いずれも準急列車としての運行は函館本線・留萠本線内（旭川駅 - 留萠駅間）のみで、羽幌線内（留萠駅 - 築別駅・幌延駅間）は普通列車として運行された。なお、札幌駅直通準急の名称は「かむい」に変更された。
1966年（昭和41年）3月5日には急行列車となり、築別発着と幌延発着が1往復ずつの2往復体制となる。1967年（昭和42年）10月1日には下り1号が留萠止まりとなり、羽幌線直通は下り2号と上り1・2号となった。1968年（昭和43年）10月1日には羽幌線直通が2往復となるが、1972年（昭和47年）3月15日に下り1号が再度留萠止まりに戻っている。
1984年（昭和59年）2月1日に上り列車が廃止されて下り列車（旭川駅発留萠駅行き）のみの運転となり、羽幌線への乗り入れがなくなった。その下り列車も1986年（昭和61年）11月1日に「はぼろ」と共に廃止され、これによって留萠本線・羽幌線から優等列車が消滅した。
車両はキハ22形気動車が使用された。運行開始当初は単行（1両編成）だったが、1963年（昭和38年）12月1日からは2両編成で運行された。
廃止時の停車駅
旭川駅 - 深川駅 - 石狩沼田駅 - 留萠駅
- 昭和40年代には恵比島駅にも停車していた。

#### ましけ
「ましけ」は準急「かむい」の増毛駅発着列車を改称する形で、1965年（昭和40年）10月1日に運行を開始した。1966年（昭和41年）3月5日に急行列車となるが、1968年（昭和43年）10月1日には留萠駅 - 増毛駅間が普通列車となり、下り列車の始発駅が手稲駅に変更された。1970年（昭和45年）10月1日には上り列車の終着駅が手稲駅に変更された。
1971年（昭和46年）7月1日には下り列車の始発駅を札幌駅に変更し、札幌駅→小樽駅間が快速列車となった。1980年（昭和55年）10月1日に廃止された。
廃止時の停車駅
小樽駅 - （この間普通列車） - 札幌駅 - 江別駅 - 岩見沢駅 - 美唄駅 - 砂川駅 - 滝川駅 - 深川駅 - 石狩沼田駅 - 留萠駅 - （この間普通列車） - 増毛駅
- 昭和40年代は恵比島駅にも停車していた。

## 使用車両

### 現在の使用車両
気動車
- キハ54形
当路線の限定運用で、ほぼ1両編成（単行）で運転される。長らく主力車両として運行されてきたが、後述するキハ150形の運用開始以降は運用が減少している。沿線でのイベント開催日に当形式が指定されて運用されることがある。
- キハ150形
2017年頃からたびたび乗り入れるようになった。

### 過去の使用車両
蒸気機関車
- D61形
貨物用機関車だが、旅客列車も牽引していた。
- C11形
「SLすずらん号」の牽引機関車として、C11 171とC11 207が使用された。

客車
- 14系
「SLすずらん号」として使用。

気動車
- キハ22形
普通列車のほか、準急「るもい」や急行「はぼろ」に充当。
- キハ40形

## データ

### 路線データ
- 管轄（事業種別）・区間（営業キロ）
  - 北海道旅客鉄道（JR北海道・第一種鉄道事業者）
    - 深川駅 - 石狩沼田駅間 14.4 km
- 軌間：1,067 mm（狭軌）
- 駅数：5駅（起終点駅含む）
留萌本線所属駅に限定した場合、起点の深川駅（函館本線所属[49]）が除外され、4駅となる。
- 複線区間：なし（全線単線）
- 電化区間：なし（全線非電化）
- 閉塞方式：特殊自動閉塞式（軌道回路検知式）
- 交換可能駅：深川駅

全線が旭川支社の管轄である。

### 輸送密度
留萌本線の年度別の輸送密度は以下の通り。
国鉄分割民営化直後の1987年（昭和62年）度は435人であったが、漁業や鉱業の斜陽化によって2014年（平成26年）度には142人と当時の3分の1弱まで激減している。特に留萌駅 - 増毛駅間については、廃止直前の2014年（平成26年）度・2015年（平成27年）度にJR北海道各路線で最低を記録している。そもそも同線は国鉄時代から特定地方交通線並みの輸送密度だったが、「昭和52-54年の輸送実績の調査で平均乗車キロが30kmを超え、輸送密度が1,000人/日以上」という例外規定に該当したため、第2次廃止対象特定地方交通線から除外されていた。
近年、沿線の過疎化が進行しているほか、少子化の影響で通学生の利用も減少していること、更には並行して高規格幹線道路である深川留萌自動車道の整備が進んでおり（2020年全通）、今後も当路線の利用の減少が続くと見込まれている。
| 年度                 | 輸送密度（人/日） | 輸送密度（人/日）     | 輸送密度（人/日）     | 輸送密度（人/日）                                                      | 備考                            | 出典                    |
| 年度                 | 全線              | 深川駅 - 石狩沼田駅間 | 石狩沼田駅 - 留萌駅間 | 留萌駅 - 増毛駅間                                                      | 備考                            | 出典                    |
| -------------------- | ----------------- | --------------------- | --------------------- | ---------------------------------------------------------------------- | ------------------------------- | ----------------------- |
| 1975年（昭和50年）度 |                   | 2,245                 | 2,245                 | 1,199                                                                  |                                 | [ 報道 3 ] [ 報道 76 ]  |
| 1980年（昭和55年）度 |                   | 1,582                 | 1,582                 | 855                                                                    |                                 | [ 報道 3 ]              |
| 1984年（昭和59年）度 | 771               |                       |                       |                                                                        |                                 | [ 新聞 45 ]             |
| 1985年（昭和60年）度 |                   | 654                   | 654                   | 592                                                                    |                                 | [ 報道 3 ]              |
| 1987年（昭和62年）度 | 435               | 418                   | 418                   | 480                                                                    |                                 | [ 報道 3 ] [ 新聞 44 ]  |
| 1988年（昭和63年）度 |                   | 389                   | 389                   |                                                                        |                                 | [ 報道 77 ]             |
| 1989年（平成元年）度 |                   | 433                   | 433                   |                                                                        |                                 | [ 報道 77 ]             |
| 1990年（平成02年）度 |                   | 427                   | 427                   |                                                                        |                                 | [ 報道 77 ]             |
| 1991年（平成3年）度  |                   | 424                   | 424                   |                                                                        |                                 | [ 報道 77 ]             |
| 1992年（平成4年）度  |                   | 405                   | 405                   |                                                                        |                                 | [ 報道 77 ]             |
| 1993年（平成5年）度  |                   | 408                   | 408                   |                                                                        |                                 | [ 報道 77 ]             |
| 1994年（平成6年）度  |                   | 382                   | 382                   |                                                                        |                                 | [ 報道 77 ]             |
| 1995年（平成07年）度 |                   | 344                   | 344                   |                                                                        |                                 | [ 報道 77 ]             |
| 1996年（平成8年）度  |                   | 313                   | 313                   |                                                                        |                                 | [ 報道 77 ]             |
| 1997年（平成9年）度  |                   | 280                   | 280                   |                                                                        |                                 | [ 報道 77 ]             |
| 1998年（平成10年）度 |                   | 294                   | 294                   |                                                                        |                                 | [ 報道 77 ]             |
| 1999年（平成11年）度 |                   | 403                   | 403                   |                                                                        |                                 | [ 報道 77 ]             |
| 2000年（平成12年）度 |                   | 322                   | 322                   |                                                                        |                                 | [ 報道 77 ]             |
| 2001年（平成13年）度 |                   | 282                   | 282                   |                                                                        |                                 | [ 報道 77 ]             |
| 2002年（平成14年）度 |                   | 277                   | 277                   |                                                                        |                                 | [ 報道 77 ]             |
| 2003年（平成15年）度 | 212               | 262                   | 262                   |                                                                        |                                 | [ 報道 77 ]             |
| 2004年（平成16年）度 | 212               | 262                   | 262                   |                                                                        |                                 | [ 報道 77 ]             |
| 2005年（平成17年）度 | 202               | 250                   | 250                   |                                                                        |                                 | [ 報道 77 ]             |
| 2006年（平成18年）度 | 187               | 232                   | 232                   |                                                                        |                                 | [ 報道 77 ]             |
| 2007年（平成19年）度 | 183               | 228                   | 228                   |                                                                        |                                 | [ 報道 77 ]             |
| 2008年（平成20年）度 |                   | 233                   | 233                   |                                                                        |                                 | [ 報道 77 ]             |
| 2009年（平成21年）度 |                   | 224                   | 224                   |                                                                        |                                 | [ 報道 77 ]             |
| 2010年（平成22年）度 |                   | 229                   | 229                   |                                                                        |                                 | [ 報道 77 ]             |
| 2011年（平成23年）度 | 162               | 218                   | 218                   |                                                                        |                                 | [ 報道 78 ] [ 新聞 44 ] |
| 2012年（平成24年）度 |                   | 204                   | 204                   |                                                                        |                                 |                         |
| 2013年（平成25年）度 | 149               | 187                   | 187                   |                                                                        |                                 | [ 報道 78 ]             |
| 2014年（平成26年）度 | 142               | 171                   | 171                   | 39                                                                     |                                 | [ 報道 79 ] [ 報道 80 ] |
| 2015年（平成27年）度 |                   | 183                   | 183                   | 67                                                                     |                                 | [ 報道 81 ] [ 報道 82 ] |
| 2016年（平成28年）度 |                   | 228                   | 228                   | 134                                                                    | 留萌駅 - 増毛駅間：営業最終年度 | [ 報道 83 ]             |
| 2017年（平成29年）度 |                   | 157                   | 157                   |                                                                        | 同年度分より集計方法見直し      | [ 報道 84 ]             |
| 2018年（平成30年）度 |                   | 145                   | 145                   |                                                                        | [ 報道 85 ]                     |                         |
| 2019年（令和元年）度 |                   | 137                   | 137                   | 新型コロナウイルス感染症（COVID-19）の拡大の影響等により、前年度比減少 | [ 報道 86 ]                     |                         |
| 2020年（令和02年）度 |                   | 90                    | 90                    | COVID-19の影響により、前年度比大幅減少                                 | [ 報道 87 ]                     |                         |
| 2021年（令和03年）度 |                   | 90                    | 90                    |                                                                        | [ 報道 88 ]                     |                         |
| 2022年（令和04年）度 |                   | 170                   | 170                   | 石狩沼田駅 - 留萌駅間は営業最終年度                                    | [ 報道 89 ]                     |                         |
| 2023年（令和05年）度 |                   | 159                   |                       |                                                                        | [ 報道 90 ]                     |                         |

### 収支・営業係数
区間ごとの収支（営業収益、営業費用、営業損益）と営業係数は以下の通り。いずれも管理費を含めた金額である。▲はマイナスを意味する。
2014年（平成26年）度の留萌駅 - 増毛駅間の営業係数は4,554（管理費を除くと4,161）であり、これはかつて「日本一の赤字線」と呼ばれた美幸線の1974年（昭和49年）度の営業係数（3,859）をも凌ぐ数字である。
| 年度                 | 年度                  | 収支（百万円） | 収支（百万円） | 収支（百万円） | 営業 係数 （円） | 備考                                                | 出典                          |
| 年度                 | 年度                  | 営業 収益      | 営業 費用      | 営業 損益      | 営業 係数 （円） | 備考                                                | 出典                          |
| -------------------- | --------------------- | -------------- | -------------- | -------------- | ---------------- | --------------------------------------------------- | ----------------------------- |
| 2014年（平成26年）度 | 深川駅 - 留萌駅間     | 46             | 693            | ▲647           | 1,508            |                                                     | [ 報道 80 ]                   |
| 2015年（平成27年）度 | 深川駅 - 留萌駅間     | 55             | 738            | ▲683           | 1,342            |                                                     | [ 報道 82 ]                   |
| 2016年（平成28年）度 | 深川駅 - 留萌駅間     | 76             | 747            | ▲671           | 987              | 留萌駅 - 増毛駅間廃止に関連した利用の増加が発生     | [ 報道 91 ] [ 注釈 5 ] [ 51 ] |
| 2017年（平成29年）度 | 深川駅 - 留萌駅間     | 39             | 772            | ▲732           | 1,970            | 同年度分より集計方法見直し                          | [ 報道 84 ]                   |
| 2018年（平成30年）度 | 深川駅 - 留萌駅間     | 38             | 678            | ▲640           | 1,801            | 除雪費減少により、前年度比改善                      | [ 報道 85 ]                   |
| 2019年（令和元年）度 | 深川駅 - 留萌駅間     | 38             | 699            | ▲661           | 1,821            |                                                     | [ 報道 86 ]                   |
| 2020年（令和02年）度 | 深川駅 - 留萌駅間     | 28             | 654            | ▲627           | 2,372            | 線路修繕減少による営業費用減少が発生                | [ 報道 87 ]                   |
| 2021年（令和03年）度 | 深川駅 - 留萌駅間     | 29             | 635            | ▲606           | 2,183            | 列車本数の減便による営業費用減少が発生              | [ 報道 88 ]                   |
| 2022年（令和04年）度 | 深川駅 - 留萌駅間     | 67             | 626            | ▲559           | 937              | 石狩沼田駅 - 留萌駅間廃止に関連した利用の増加が発生 | [ 報道 89 ]                   |
| 2023年（令和05年）度 | 深川駅 - 石狩沼田駅間 | 12             | 279            | ▲267           | 2,390            | 同年度より営業区間変更                              | [ 報道 90 ]                   |

| 年度                 | 収支（百万円） | 収支（百万円） | 収支（百万円） | 営業 係数 （円） | 備考         | 出典                   |
| 年度                 | 営業 収益      | 営業 費用      | 営業 損益      | 営業 係数 （円） | 備考         | 出典                   |
| -------------------- | -------------- | -------------- | -------------- | ---------------- | ------------ | ---------------------- |
| 2014年（平成26年）度 | 5              | 232            | ▲227           | 4,554            |              | [ 報道 80 ]            |
| 2015年（平成27年）度 | 7              | 184            | ▲177           | 2,538            |              | [ 報道 82 ]            |
| 2016年（平成28年）度 | 20             | 142            | ▲122           | 715              | 営業最終年度 | [ 報道 91 ] [ 注釈 5 ] |

## 駅一覧
- 全駅が北海道に所在

### 現存区間
- 全列車普通列車（停車駅については#運行形態を参照）
- 全線非電化単線。深川駅のみ列車交換可能。
- 全駅が空知管内に所在

| 駅番号 | 駅名       | 営業キロ | 営業キロ | 接続路線                  | 所在地 | 所在地   |
| 駅番号 | 駅名       | 駅間     | 累計     | 接続路線                  | 所在地 | 所在地   |
| ------ | ---------- | -------- | -------- | ------------------------- | ------ | -------- |
| A24    | 深川駅     | -        | 0.0      | 北海道旅客鉄道：■函館本線 | 深川市 | 深川市   |
|        | 北一已駅   | 3.8      | 3.8      |                           | 深川市 | 深川市   |
|        | 秩父別駅   | 5.0      | 8.8      |                           | 雨竜郡 | 秩父別町 |
|        | 北秩父別駅 | 2.4      | 11.2     |                           | 雨竜郡 | 秩父別町 |
|        | 石狩沼田駅 | 3.2      | 14.4     |                           | 雨竜郡 | 沼田町   |

### 廃止区間

#### 石狩沼田駅 - 増毛駅間
- 営業キロ数や所在地は廃止直前時点のもの。累計営業キロは深川駅からのもの。
- 廃止時点では峠下駅・留萌駅を除き、旅客駅での列車交換不可。2駅については備考欄参照。

| 区間 廃止日    | 駅名                 | 営業キロ | 営業キロ | 備考                                                                    | 所在地   | 所在地        |
| 区間 廃止日    | 駅名                 | 駅間     | 累計     | 備考                                                                    | 所在地   | 所在地        |
| -------------- | -------------------- | -------- | -------- | ----------------------------------------------------------------------- | -------- | ------------- |
| 2023年 4月1日  | 石狩沼田駅           | -        | 14.4     |                                                                         | 空知管内 | 雨竜郡 沼田町 |
| 2023年 4月1日  | 真布駅               | 3.4      | 17.8     |                                                                         | 空知管内 | 雨竜郡 沼田町 |
| 2023年 4月1日  | 恵比島駅             | 2.9      | 20.7     |                                                                         | 空知管内 | 雨竜郡 沼田町 |
| 2023年 4月1日  | 峠下駅               | 7.6      | 28.3     | 列車交換可能駅                                                          | 留萌管内 | 留萌市        |
| 2023年 4月1日  | 東幌糠駅             | 3.3      | 31.6     | 2006年3月18日廃止                                                       | 留萌管内 | 留萌市        |
| 2023年 4月1日  | 幌糠駅               | 2.9      | 34.5     |                                                                         | 留萌管内 | 留萌市        |
| 2023年 4月1日  | 桜庭駅               | 2.7      | 37.2     | 1990年10月1日廃止                                                       | 留萌管内 | 留萌市        |
| 2023年 4月1日  | 藤山駅               | 2.8      | 40.0     |                                                                         | 留萌管内 | 留萌市        |
| 2023年 4月1日  | 大和田駅             | 4.2      | 44.2     |                                                                         | 留萌管内 | 留萌市        |
| 2023年 4月1日  | 東留萠信号場         | -        | 48.8     | 1941年12月9日廃止                                                       | 留萌管内 | 留萌市        |
| 2023年 4月1日  | 留萌駅               | 4.9      | 50.1     | 2016年12月4日時点は列車交換可能駅。 2023年3月31日時点は列車交換不可駅。 | 留萌管内 | 留萌市        |
| 2016年 12月5日 | 瀬越駅               | 2.1      | 52.2     |                                                                         | 留萌管内 | 留萌市        |
| 2016年 12月5日 | （臨）浜中海水浴場駅 | 1.8      | 54.0     | 1995年8月8日廃止                                                        | 留萌管内 | 留萌市        |
| 2016年 12月5日 | 礼受駅               | 2.2      | 56.2     |                                                                         | 留萌管内 | 留萌市        |
| 2016年 12月5日 | 阿分駅               | 1.3      | 57.5     |                                                                         | 留萌管内 | 増毛郡 増毛町 |
| 2016年 12月5日 | 信砂駅               | 2.7      | 60.2     |                                                                         | 留萌管内 | 増毛郡 増毛町 |
| 2016年 12月5日 | 舎熊駅               | 0.8      | 61.0     |                                                                         | 留萌管内 | 増毛郡 増毛町 |
| 2016年 12月5日 | 朱文別駅             | 1.7      | 62.7     |                                                                         | 留萌管内 | 増毛郡 増毛町 |
| 2016年 12月5日 | 箸別駅               | 1.3      | 64.0     |                                                                         | 留萌管内 | 増毛郡 増毛町 |
| 2016年 12月5日 | 増毛駅               | 2.8      | 66.8     |                                                                         | 留萌管内 | 増毛郡 増毛町 |

#### その他の区間
以下の区間は、留萠鉄道が留萌港まで開設した石炭や木材の貨物線だったが、1941年（昭和16年）10月1日、買収と同時に留萠駅の構内線に編入された。
- 留萠駅 - 西留萠駅 (1.2km)
- 留萠駅 - 北留萠駅 (1.0km)
- 分岐点 - 仮古丹浜駅 (1.1km)

### 過去の接続路線
- 深川駅：深名線 - 1995年（平成7年）9月4日廃止
- 石狩沼田駅：札沼線 - 1972年（昭和47年）6月19日部分廃止
- 恵比島駅：留萠鉄道 - 1969年（昭和44年）5月1日休止、1971年（昭和46年）4月15日廃止
- 留萠駅（留萌駅）：
  - 羽幌線 - 1987年（昭和62年）3月30日廃止
  - 天塩炭礦鉄道 - 1967年（昭和42年）7月31日廃止

## ロケにおける駅の使用
留萌線の各駅は、様々な作品のロケ地として使われている。以下はその事例である。
- 恵比島駅 -『すずらん』『てなもんや駅長奮闘記』『氷点』
- 幌糠駅 -『青空に一番近い場所』
- 留萌駅 -『留萌交番日記』『学校II』『歩く、人』
- 増毛駅 -『駅 STATION』[新聞 48][新聞 49]『魚影の群れ』『ジャコ萬と鉄』『網走番外地（さいはての流れ者）』『BOOTLEG FILM』『殺し(KOROSHI)』

なお、ロケでは使用されなかったが、1972年にTBS系列で放送された『ケーキ屋ケンちゃん』では、ケンちゃん一家が北海道旅行した際に、当線の列車と北一己駅（現：北一已駅）が登場していた。
1999年の『すずらん』では留萌線が廃線になる展開があり、当時営業担当部長としてロケに立ち会ったJR北海道会長島田修は「当時は留萌線の廃線など予期していなかった。ドラマが予言になった」と語っている。

## 代替輸送

### 留萌駅 - 増毛駅間
廃止された留萌駅 - 増毛駅間には、廃止前から並行して沿岸バスのバス路線・留萌別苅線が1日9往復運行されており、これが廃止区間の代替バスとして機能している。
ただ、廃止後もバス便の増発は行われておらず（加えて年末年始は減便される）、鉄道では存在したがバス便では設定のない早朝・夜間の時間帯については、JR北海道から受け取った支援金10年分5千万円を活用した乗合タクシー（完全予約制）を1往復新設した。運行は留萌市に営業所を構えるタクシー会社・小鳩交通に委託しており、乗車を希望する場合は早めに予約を入れることになっている。深川駅 - 留萌駅間の列車との接続を考慮して、早朝便は旧増毛駅舎前午前6時10分発、夜間便は留萌駅正面玄関前午後9時15分発としている。

### 石狩沼田駅 - 留萌駅間
2023年2月17日にJR北海道は、2023年4月1日に石狩沼田駅 - 留萌駅を廃止することに伴う代替交通の概要を発表した。
- 深川市 - 留萌市の交通は、既存の路線バス（沿岸バス「留萌旭川線」・道北バス「留萌線」）を活用しつつ、早朝・夜間の交通として深川駅 - 留萌駅間に予約制の乗合タクシー（深川留萌自動車道経由で途中の町は通過）を設定する。
- 沼田町営バス幌新線（沼田駅前 - 恵比島駅前 - 幌新温泉）について、既存系統が経由していなかった真布駅付近を経由する便を新設する。
- 沼田町 - 留萌市の交通を確保するため、沼田町がすでに運行している予約制の乗合タクシー（沼田町中心部 - 碧水[注釈 7]）の運行時間帯を拡大する（碧水で前述の深川市 - 留萌市を結ぶバスに連絡する）。
- 上記の（旭川市） - 深川市 - 留萌市を結ぶバスとは別に、沿岸バスが3年間の実証運行として、旭川市 - 留萌市を直行する高速バス「沿岸特急あさひかわ号」を旭川市 - 留萌市 - 羽幌町の区間で1日1往復設定する。一般道を経由する既存の路線バスと異なり、旭川市 - 留萌市間は道央自動車道・深川留萌自動車道経由で運転する。旭川市 - 留萌市を挟まない区間での利用はできない[54]。